# Julodimorpha
Julodimorpha es un género de escarabajos de la familia Buprestidae.

## Especies
- Julodimorpha bakewelli (White, 1859)
- Julodimorpha saundersii Thomson, 1878